# Mixerbord

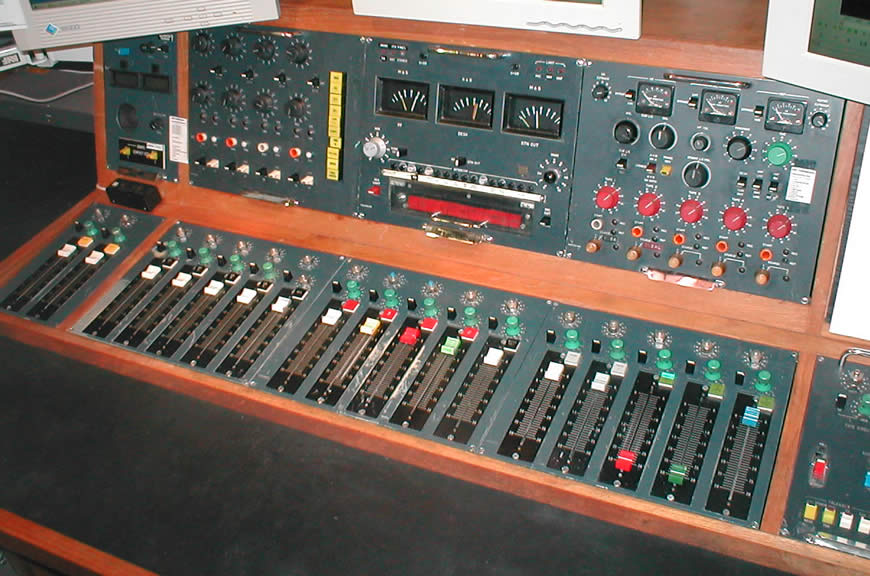
BBC:s lokalradios mixerbord

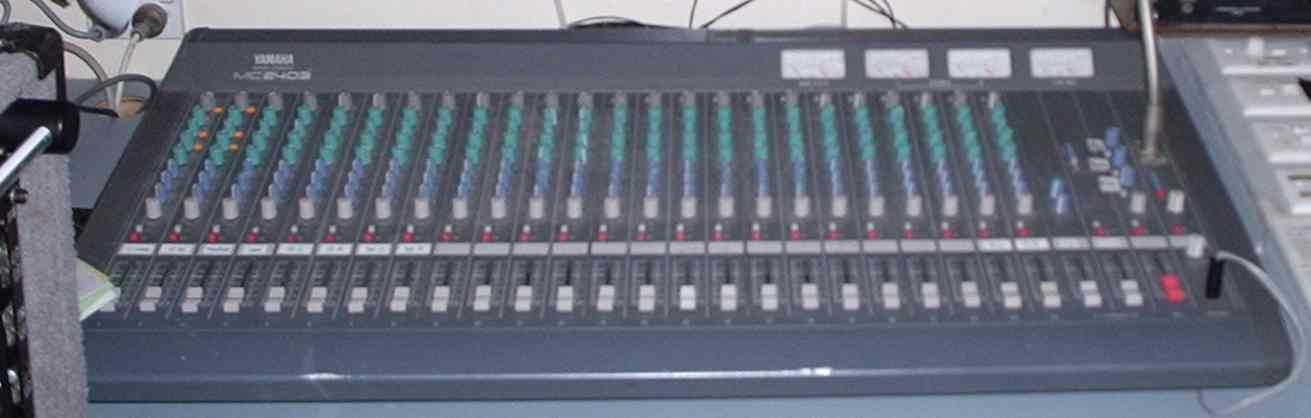
Yamaha 2403 mixerbord

Mixerbord eller mixer (den sistnämnda ofta en mindre variant av mixerbord) är en enhet för att styra hur ljud från olika ljudkällor summeras innan de skickas vidare till exempelvis högtalare, bandspelare eller dator. Grundfunktionen är att styra hur starkt var och en av de olika ljudkällorna ska höras då de hörs tillsammans. Ljudkällor kan till exempel vara mikrofoner, musikinstrument, skivspelare eller inspelade ljudkanaler.

## Funktioner
En modern mixer kan ha analog eller digital signalbehandling och innehåller ofta många fler funktioner än att bara styra ljudvolymer. Panorering är en funktion för att styra ljudet åt vänster eller höger högtalare och är idag standard på alla studio- och livemusik-relaterade mixerbord. Med inbyggd tonkontroll på varje ljudkanal kan frekvensområden höjas eller dämpas, vanligen ljudets bas, mellanregister och diskant.
Ljudsignaler som kommer in från mikrofoner och en del instrument måste förstärkas mer än signaler med linjenivå, vilket görs i ingångskanaler med en extra förförstärkare, oftast kallad mikrofonförstärkare eller preamp. Ofta har mixern också möjlighet att ge strömförsörjning, så kallad fantommatning (normalt 48 VDC), till kondensatormikrofoner.
Mixers har ibland en typ av port kallad insert som ger möjlighet att sända ut en enskild kanals signal (efter eventuell mikrofonförstärkare, gain [nivåljustering] och kompressor) till anslutna yttre effektenheter och ta tillbaka den behandlade signalen till samma kanal före kanalens tonkontroller och volymreglering. Det finns oftast även möjlighet att med nivåreglering sända insignalerna till interna och/eller externa effekter (till exempel reverb och eko) via en eller flera bussar/portar som kallas AUX eller FX. Mixerbord brukar numera ofta ha många digitala effekter inbyggda, som reverb, eko, delay och/eller distorsion. Ibland finns även en inbyggd equalizer för summasignalen innan linjeutgångarna.
Mixers för liveframträdanden brukar förutom kontroll av ljudet till publiken även ha separat ljudbehandling för musikernas medhörning med utgångar för signaler till särskilda högtalare på scenen (scenmonitorer).

## DJ-mixer
En mixer avsedd för DJ-bruk begränsar sig ofta till två kanaler anslutna till var sin skivspelare. DJ-mixern saknar ofta många funktioner som inte är nödvändiga i DJ-sammanhang. Det viktigaste kontrollverktyget på DJ-mixern är cross-fadern, ett reglage som panorerar mellan de två ljudkällorna.